# پل راه‌آهن دوگل
پل راه آهن دوگل مربوط به دوره پهلوی اول است و در شهرستان سوادکوه، بخش مرکزی، روستای دوگل واقع شده و این اثر در تاریخ ۲۲ مرداد ۱۳۸۴ با شمارهٔ ثبت ۱۳۰۹۴ به‌عنوان یکی از آثار ملی ایران به ثبت رسیده است.